# Grondwetpad
Het Grondwetpad is een themapad door het centrum van de stad Den Haag dat voert langs gebouwen en monumenten die verband houden met artikelen uit de Nederlandse Grondwet.

## Monumenten die verband houden met de Grondwet
Hoewel Den Haag niet de hoofdstad van Nederland is (dat is Amsterdam volgens de Grondwet), is zij wel de vestigingsplaats van regering en parlement (de Staten-Generaal). Verscheidene van de in de Grondwet genoemde staatsinstellingen zijn in Den Haag te vinden. 
In het centrum van Den Haag bevinden zich tal van monumenten die een relatie hebben met rechtsnormen en staatkundige functies die in de Grondwet voor het Koninkrijk der Nederlanden zijn vastgelegd. 
Het Grondwetpad beoogt inzichtelijk te maken om welke monumenten het gaat en welke relatie tot artikelen van de Grondwet er bestaat. De wandelroute van het Haagse Grondwetpad beslaat 22 locaties in het centrum van Den Haag.
Het Grondwetpad begint op de Hofplaats bij de Grondwetbank. Op deze 45 meter lange, glad marmeren bank staat artikel 1 van de Grondwet geschreven. In dit artikel worden het gelijkheidsbeginsel en het discriminatieverbod geformuleerd. Het artikel verwoordt een norm waaraan in ieder geval de overheid zich tegenover de burger dient te houden: het gelijk behandelen van gelijke gevallen.

## Locaties
De wandelroute leidt in het centrum van Den Haag langs de volgende locaties:
1. Hofplaats
2. Tweede Kamer
3. Plein (Den Haag)
4. Plein 4 Ministerie van Defensie
5. Ministerie van Binnenlandse Zaken en Koninkrijksrelaties
6. Binnenhof - Torentje Minister-President
7. Binnenhof – Ridderzaal
8. Binnenhof – Eremonument voor de Gevallenen
9. Eerste Kamer
10. Gevangenpoort
11. Binnenhof – Trêveszaal
12. Kabinet der Koningin
13. Huis van Van Limburg Stirum
14. Paleis Lange Voorhout
15. Hoge Raad der Nederlanden
16. Algemene Rekenkamer
17. Kloosterkerk (Den Haag)
18. Voormalig Paleis Kneuterdijk/Raad van State
19. Huis van Van Hogendorp (Gijsbert Karel van Hogendorp)
20. Plaquette Heulstraat
21. Paleis Noordeinde
22. Oude stadhuis (Den Haag)

Op 26 april 2010 heeft minister van Binnenlandse en Koninkrijksrelaties Ernst Hirsch Ballin samen met burgemeester van Den Haag Jozias van Aartsen het 'Haagse Grondwetpad' geopend.